# Pietro Chiappin
Pietro Chiappin (Buenos Aires, 1º luglio 1930) è un ex calciatore italiano, di ruolo mediano.

## Carriera
Nato in Argentina ma rientrato in Italia in giovane età, disputa le giovanili con lo Schio, per poi passare al Venezia, con cui esordisce in Serie A il 4 ottobre 1949 in occasione della pesante sconfitta esterna contro il Bologna (6-1). Dopo 9 presenze in massima serie, con la retrocessione di fine stagione segue i neroverdi anche in Serie B, per poi passare al Modena nel 1951, disputando coi canarini due stagioni da titolare fra i cadetti.
Nel 1953 torna in massima serie trasferendosi alla Sampdoria, dove per due stagioni forma, schierato sulla sinistra, la linea mediana dei blucerchiati con Alberto Mari e Gaudenzio Bernasconi. Nel periodo a Genova realizza anche la sua unica rete in massima serie, aprendo le marcature nella goleada sulla Pro Patria (7-0) del 1º gennaio 1956.
Nell'estate 1956, in uno scambio con Azeglio Vicini, passa al Lanerossi Vicenza, con cui disputa una stagione in massima serie, ma non venendo riconfermato a fine stagione, lascia quindi il calcio ad alto livello.
In carriera ha collezionato complessivamente 91 presenze ed una rete in Serie A.